# 本多忠盈
本多 忠盈（ほんだ ただみつ）は、江戸時代中期の大名。石見国浜田藩の第2代藩主。官位は従五位下・中務大輔。忠勝系本多家宗家10代。

## 略歴
信濃国松代藩主・真田信弘の6男。本多忠敞の養子となる。松代藩初代・真田信之の正室・小松姫は本多忠勝の娘であることから、忠盈自身も忠勝の血をひいていることとなる。正室は忠敞の娘。子に本多忠典（次男）。官位は従五位下、中務大輔。
宝暦9年（1759年）に忠敞の死去により家督を相続した。明和4年（1767年）35歳で死ぬと、家督は忠敞の実子・忠粛が継いだ。

## 系譜
父母
- 真田信弘（実父）
- 前田氏 ー 側室（実母）
- 本多忠敞（養父）

正室
- 本多忠敞の娘

側室
- 法王院 ー 松井氏

子女
- 本多忠典（次男）生母は法王院（側室）

養子
- 本多忠粛 ー 本多忠敞の長男